# Utricularia chiakiana
Utricularia chiakiana Komiya & C.Shibata, 1997 è una pianta carnivora della famiglia Lentibulariaceae, nativa del Venezuela.